# 이소정 (가수)
이소정(한국 한자: 李昭政, 1993년 9월 3일 ~ )은 대한민국의 가수로, 걸그룹 레이디스 코드의 멤버이자 메인보컬이다. 2012년 《보이스 코리아 시즌 1》에 출전하여 이름을 알린 후 2013년에 레이디스 코드로 데뷔했다.

## 생애
레이디스코드로 데뷔하기 전인 2012년 2월 출연한 보이스코리아에서 정인을 연상시키는 소울풀한 음색과 보이스로 극찬을 받았었다. 당시 심사위원이었던 리쌍의 길은 '순간 정인이 오디션에 참가한 줄 착각했을 정도였다'라고 좋은 심사평을 주었다. 소정은 훗날 인터뷰에서 고등학생 시절부터 음악에 관심이 있었다가 자신의 실력을 점검하기 위해 참가한 것이라고 밝혔다.
2013년 레이디스코드 멤버로 정식 데뷔했을 당시에는 스모키한 화장을 한 파워풀한 이미지로, 보이스코리아 시절 이소정을 기억하고 있던 팬들에게 큰 충격을 주었다. (레이디스코드에서도 메인보컬을 맡았다.) 이소정의 소울풀한 음색은 레이디스코드의 주된 음악 컬러였던 레트로 감성을 완벽하게 표현한다는 평을 들으며 그룹 내에서 가장 많은 파트를 받았다. 한편 2013년 9월 출연한 SBS 예능 프로그램 <화신>에서 보이스코리아 이후 무리한 다이어트로 인해 거식증에 걸렸다는 고백을 하여 시청자들을 놀라게 했다. 이 후 꾸준한 치료를 통해 2014년 2월 완치 판정을 받았다.
2014년 9월 교통사고 당시 권리세와 함께 큰 부상을 입어 중태에 빠졌으나 이후 회복했다. 소정은 당시 얼굴과 턱 부분에 골절상을 입어 사고 이틀 후인 9월 5일 수술을 받았으며, 이 때문에 사망한 멤버 은비의 장례식에는 참석하지 못했다. 소속사 직원들은 수술을 앞두고 충격을 받을 것을 우려해 소정에게 은비의 사망 소식을 알리지 않았으나, 수술 이후 회복실에 있을 때 상복을 입은 소속사 직원들의 모습을 보고 은비의 사망소식을 알게 되었다고 한다. 소정은 2019년 출연한 채널A <아이컨텍트>에서 같이 부상을 입은 애슐리와 함께 방에서 회복하던 중, 애슐리가 휴대전화로 은비의 사망 소식을 접한 뒤 오열하는 모습을 보고 은비의 사망소식을 알게 됐다고 회상했다. 이틀 후인 9월 7일 중태에 빠져있던 리세가 사망했고, 리세의 발인식에는 휠체어를 타고 참석했다. 교통사고가 발생한 당일인 9월 3일은 공교롭게도 이소정의 생일이었으며, 이소정은 인터뷰에서 그 날 사고 이후 더 이상 이 날을 자신의 생일이 아니라고 생각하고 살았다며 밝혔고 더 이상 생일로 즐길 수가 없게 됐었다고 했다. 사고 이후 퇴원하여 고향인 원주에서 통원치료를 받았었다.
사고 1년 뒤인 2015년 8월, 은비와 리세의 1주기 추모콘서트에서 모습을 보였으며 2016년 2월 MBC 복면가왕에 출연해 정식으로 활동을 재개했다. 레이디스코드는 2016년 3번째 미니앨범 'MYST3RY'(타이틀: GALAXY) 로 컴백했다.(음악차트 엠넷에서 2위까지 기록)
2016년 10월 13일, 세번째 미니앨범 'STRANGER'(타이틀: The Rain)으로 컴백하였으며, 음악방송《더쇼》에서는 종합 3위에까지 올랐다. 가온차트 순위도 꾸준히 상승세를 차지하기도 했다.
보컬경연 《'걸스피릿'》에 출연했고, 마지막 멤버 5명 중 와일드 카드로 뽑혔으며, 마지막 방송에서 '희야'를 불렀다.(이전에는 아끼지마, 1, 2, 3, 4, 24시간이 모자라 & No No No, 전활 받지 않는 너에게, 널 사랑하지 않아 등을 불렀다.)

## 학력
- 북원초등학교 (졸업)
- 상지여자중학교 (졸업)
- 북원여자고등학교 (졸업)
- 단국대학교 천안캠퍼스 생활음악과 (휴학)

## 음반 활동

### 참여 곡
- 2012년: 《보이스 코리아 Part 2》 - "2 Different Tears"
- 2012년: 《보이스 코리아 Part 4》 - "빗속에서"
- 2012년: 《보이스 코리아 Part 5》 - "기억상실"
- 2012년: 《보이스 코리아 The Behind》 - "No More"
- 2013년: 피타입 - 《불편한 관계》 - "불편한 관계 (Feat. San E & 소정 Of 레이디스 코드)" (피쳐링)
- 2015년: 폴라리스 - 《I'm Fine Thank You》 - "I'm Fine Thank You (Vocal 김범수 & 아이비 & 럼블피쉬 & 선우 & 한희준 & 소정)"
- 2016년: 《복면가왕 47회》- "그대안의 블루 (우리의 밤은 당신의 낮보다 아름답다 & 날고 싶은 비행소년)"
- 2016년: 《복면가왕 48회》- "그대 돌아오면 (우리의 밤은 당신의 낮보다 아름답다)"
- 2016년: 정키 - 《LISH》 - "바라지 않아" (피쳐링)
- 2016년: 《아이돌보컬리그 - 걸스피릿 EPISODE 02》 - "아끼지마 (Don't Be Shy)"
- 2016년: 《아이돌보컬리그 - 걸스피릿 EPISODE 05》 - "널 사랑하지 않아"
- 2016년: 《아이돌보컬리그 - 걸스피릿 EPISODE 11》 - "귀로"
- 2019년: 《간택 - 여인들의 전쟁 OST Part 1》 - "찬바람결에 흩어져 가듯이"
- 2021년: 《보쌈-운명을 훔치다 OST Part 1》 - "단 하루만"

## 음반 외 활동

### 예능
- 2012년 Mnet 보이스 코리아 시즌 1 - Top8 (7위)
- 2016년 MBC 미스터리 음악쇼 복면가왕
- 2016년 JTBC 걸 스피릿 - Top5 (3위)
- 2019년 Mnet TMI NEWS
- 2020년 JTBC 싱어게인 - 4위
- 2021년 JTBC 아는 형님
- 2022년 SBS 《꼬리에 꼬리를 무는 그날 이야기》